# Wojciech Szczęsny
Wojciech Tomasz Szczęsny (Varsóvia, 18 de abril de 1990) é um futebolista polonês que atua como goleiro. Atualmente, joga pelo Barcelona.

## Carreira

### Arsenal
Defendeu o Legia Varsóvia da Polônia, antes de juntar-se ao Arsenal, em 2006. No clube inglês, seu primeiro jogo como profissional foi contra o West Bromwich Albion, pela Copa da Liga Inglesa, em 22 de setembro de 2009, quando o Arsenal venceu por 2 a 0. Realizou sua estreia na Premier League no dia 13 de dezembro de 2010, numa vitória por 1 a 0 contra o Manchester United em Manchester.
Na temporada 2013–14, tornou-se o goleiro titular do time, à frente do também polonês Łukasz Fabiański e do italiano Emiliano Viviano, também graças às suas atuações de alto nível.
Já na temporada 2014–15, no pós-jogo, de uma derrota por 2 a 0 para o Southampton, as câmeras do St. Mary's Stadium filmaram Szczęsny fazendo uso de álcool e cigarro. Posteriormente, o goleiro foi multado em 26 000 libras e não foi posto para jogar.

### Brentford
Em 20 de novembro de 2009, foi emprestado ao Brentford, time que na época disputava a League One. Um dia depois de seu anúncio, estreou num empate por 1 a 1 contra o Walsall. Seu empréstimo foi prorrogado até o final da temporada, assim Szczęsny participou de 28 jogos do campeonato. Ao final da temporada 2009–10, o arqueiro retornou ao Arsenal.

### Retorno ao Arsenal
Após iniciar a temporada 2010–11 como terceira opção para o gol dos Gunners, ganhou oportunidades devido às lesões do espanhol Manuel Almunia, então titular, e de seu reserva Łukasz Fabiański. Sem opções, o treinador Arsène Wenger passou para Szczęsny a responsabilidade de ser o goleiro titular da equipe, inicialmente apenas durante o período em que os outros dois estivessem lesionados. Demonstrando grande personalidade e qualidade no gol, Szczęsny parece ter convencido Wenger de que merece ser o titular em definitivo. Mesmo com o retorno de Almunia à boa forma, o polonês permaneceu como titular na meta.
Recebeu o prêmio Luva de Ouro da Premier League em 2014, junto com Petr Čech.

### Roma
No dia 29 de julho de 2015, a Roma anunciou o empréstimo de Szczęsny junto ao Arsenal. No dia 22 de agosto seguinte, ele fez sua estreia oficial no empate de 1 a 1 contra o Verona.
Autor de boas exibições gerais, embora flutuantes,
 concluiu sua primeira temporada na camisa amarela e vermelha com 34 partidas e 34 gols sofridos no campeonato e com oito partidas e 20 gols sofridos na Liga dos Campeões.
Szczęsny encerrou sua segunda temporada em Roma com 38 partidas e 38 gols sofridos no campeonato, passando 14 jogos sem sofrer gols e classificando-se entre os melhores goleiros da Serie A.

### Juventus

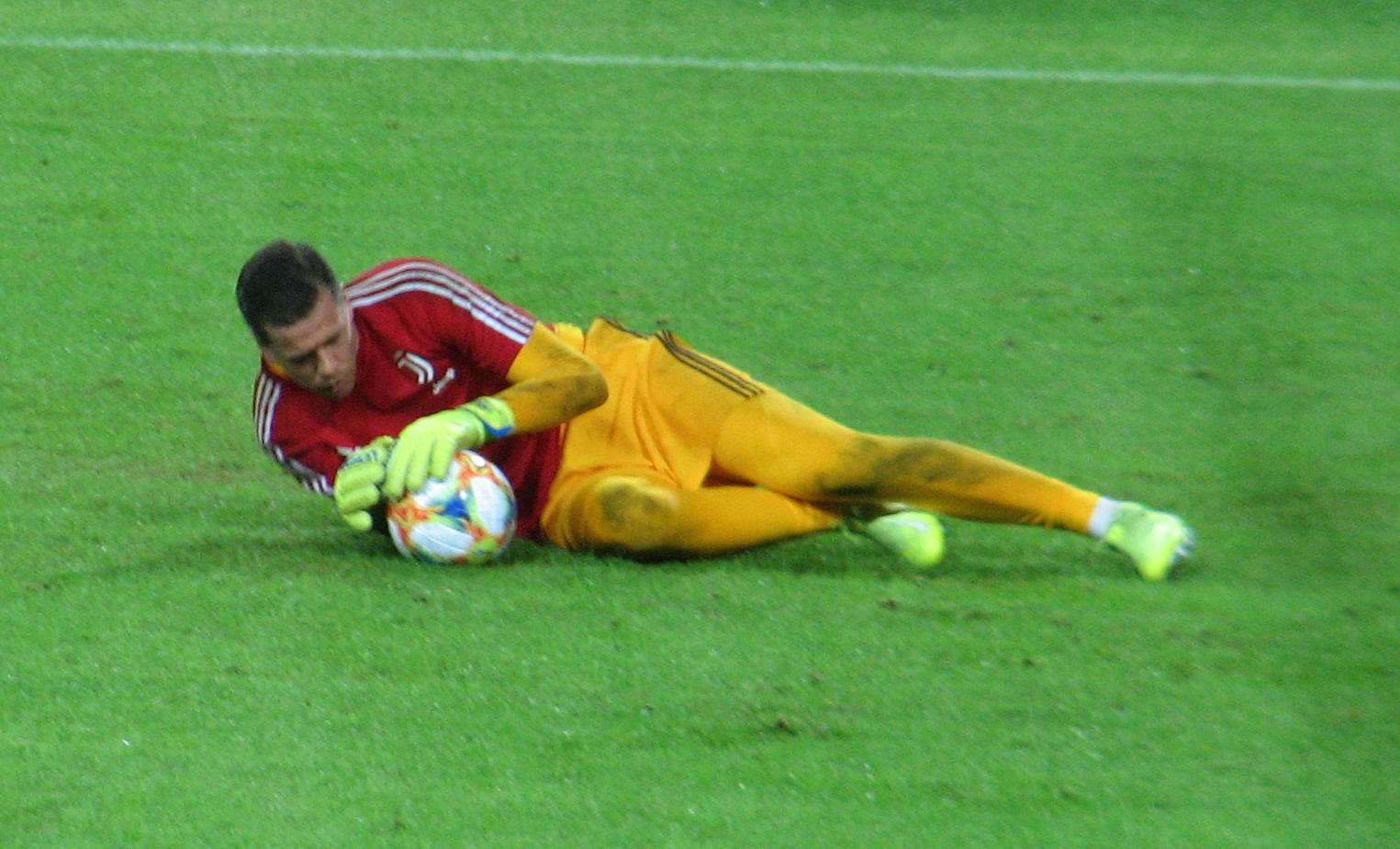
Szczęsny, atuando pela Juventus, em 2019.

Em 19 de julho de 2017, assinou por quatro anos com a Juventus, pelo valor de 12,2 milhões de euros, mais 3,1 milhões em variáveis. Estreou pela equipe no dia 9 de setembro, aos 27 anos, jogando como titular na partida da liga contra o Chievo vencida por 3 a 0 no Juventus Stadium. Em 5 de dezembro, também estreou na Liga dos Campeões com a camisa alvinegra, na vitoriosa partida fora de casa contra os gregos do Olympiacos (resultado final de 2 a 0 para os torinos), último jogo da fase de grupos. No final de sua primeira temporada com a Juve, ele ganhou seu primeiro Scudetto e sua primeira Copa da Itália.
Na temporada 2018–19, substituiu definitivamente Gianluigi Buffon como goleiro titular da Juventus. Durante a temporada fez 41 partidas, sofrendo apenas 32 gols e contribuindo para as vitórias da Supercopa da Itália, a primeira da carreira do polonês, e o segundo Scudetto consecutivo, além de ser escolhido o melhor goleiro do Calcio.
Em 14 de agosto de 2024, Szczęsny e a Juventus concordaram em rescindir mutuamente seu contrato.

### Aposentadoria e ida ao Barcelona
Após deixar a Juventus, Szczęsny ficou sem contrato e, duas semanas depois, anunciou sua aposentadoria aos 34 anos, para aproveitar mais tempo com sua família. Porém, no mês seguinte, decidiu largar a aposentadoria e acertou sua ida ao Barcelona, que foi ao mercado após lesão do seu titular, Marc-André ter Stegen, que ficará longe dos gramados por 8 meses. No dia 2 de outubro de 2024, Szczęsny foi anunciado até o dia 30 de junho de 2025.

## Seleção Nacional

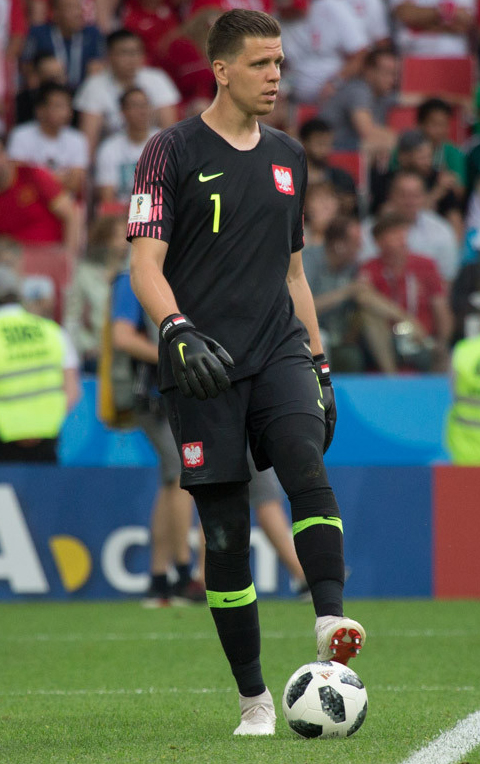
Szczęsny, pela Polônia, na Copa do Mundo de 2018.

Estreou pela Seleção Polonesa principal em 18 de novembro de 2009, num amistoso contra o Canadá.
Convocado para a Euro 2012, estreou na competição no dia 8 de junho, atuando como titular contra a Grécia. No entanto, acabou sendo expulso aos 68 minutos, na sequência de uma falta que resultou numa grande penalidade (posteriormente defendida por seu substituto Przemysław Tytoń).
Nos anos seguintes foi convocado para a Euro 2016, realizda na França,
para a Copa do Mundo FIFA de 2018, realizada na Rússia, em que a Polônia foi eliminada na fase de grupos, além da Euro 2020 onde, na partida contra a Eslováquia, foi o primeiro goleiro a sofrer um gol contra na fase final do torneio continental.
Convocado pelo técnico Czesław Michniewicz para disputar a Copa do Mundo FIFA de 2022, realizada no Catar, Szczęsny foi fundamental para a vitória da Polônia por 2 a 0 sobre a Arábia Saudita ao defender o pênalti cobrado por Salem Al-Dawsari, pela segunda rodada da fase de grupos. O goleiro foi fundamental para o futuro da Seleção na Copa; os poloneses avançaram para as oitavas de final por apenas um gol de diferença contra o México, isso devido a um pênalti defendido no dia 30 de novembro. Na ocasião, Szczęsny defendeu a cobrança do craque Lionel Messi ainda no primeiro tempo, mas não conseguiu evitar a derrota por 2 a 0.

## Títulos
Arsenal
- Copa da Inglaterra: 2013–14 e 2014–15
- Supercopa da Inglaterra: 2014

Juventus
- Serie A: 2017–18, 2018–19 e 2019–20
- Copa da Itália: 2017–18, 2020–21[27] e 2023–24
- Supercopa da Itália: 2018 e 2020

Barcelona
- Supercopa da Espanha: 2024–25
- Copa del Rey: 2024–25[28]
- La Liga: 2024–25[29]

### Prêmios individuais
- Equipe ideal da Serie A: 2022–23[30]